# My Talking Tom
My Talking Tom là một ứng dụng thú nuôi ảo được Outfit7 phát triển vào tháng 11 năm 2013. Ứng dụng này tương tự như game 2D Pou và là 1/4 trò chơi trong sêri Talking Tom and Friends. Ngoài ra còn có một ứng dụng khác tương tự với tên My Talking Angela, được Outfit7 phát hành ngày 3 tháng 11 năm 2014.
Slogan bằng tiếng Anh là Customize Your Tom!.

## Cách chơi
Chăm sóc cho bé mèo tên Tom. Cho ăn, và chơi với chú qua những minigame.